# とある科学の超電磁砲
『とある科学の超電磁砲』（とあるかがくのレールガン）は、鎌池和馬（原作）、冬川基（作画）、灰村キヨタカ（キャラクターデザイン）による日本の漫画作品。また、それを原作・題材とした派生作品群。KADOKAWAの『月刊コミック電撃大王』にて、2007年4月号より連載中。
正式タイトルは『とある魔術の禁書目録外伝 とある科学の超電磁砲』。鎌池和馬のライトノベルシリーズ『とある魔術の禁書目録』のスピンオフ作品。略称は「超電磁砲」、「レールガン」など。
また、『月刊コミック電撃大王』（KADOKAWA）にて、乃木康仁作画のスピンオフ『とある科学の超電磁砲外伝 アストラル・バディ』が2017年6月号から2020年9月号まで連載された。

## 概要
ライトノベル『とある魔術の禁書目録』のヒロインの一人・御坂美琴を主人公とするスピンオフ作品。物語は『禁書目録』第1巻の3日前にあたる7月16日から始まる。
当初、「『月刊コミック電撃大王』で『とある魔術の禁書目録』のコミカライズを連載しよう」という話が挙がった際、既に『月刊少年ガンガン』での連載が決まっていたことから、「それなら、科学サイド…御坂美琴を寄越せ」と編集担当者の間で話し合い、鎌池和馬に話を持っていったことから『とある科学の超電磁砲』が生まれたという。
2016年4月時点で累計発行部数は680万部を記録している。
本作を原作とするテレビアニメが2009年10月から2010年3月まで放送され、2010年10月にはOVAが発売。2013年4月から9月までテレビアニメ第2期が放送され、2020年1月から5月までと同年7月から9月までの2回に分けてテレビアニメ第3期が放送された。
2025年2月16日に電撃大王30周年記念としてテレビアニメ第4期の制作が発表された。

## ストーリー
東京都の西側3分の1の規模、総人口230万人の内8割を学生が占める「学園都市」。そこでは学生全員を対象にした超能力開発実験が行われており、全ての学生は「無能力者（レベル0）」から「超能力者（レベル5）」の6段階に分けられ、様々な能力を開花させている。学園都市でも7人しかいないレベル5の一人であり、電撃を操るその能力から「超電磁砲（レールガン）」の通称を持つ御坂美琴は、学園都市で起こる様々な事件を解決していく。

### 原作
「幻想御手（レベルアッパー）」編（第1巻 - 第3巻）
7月中旬、学園都市で謎の連続爆破事件が起こり、紆余曲折の末、美琴は犯人を捕まえる。しかし犯人は昏睡状態に陥り、一連の事件の裏には学生の能力を上げる謎のアイテム「幻想御手（レベルアッパー）」が関係していることが発覚する。
美琴はルームメイトでもある学園都市内治安維持組織「風紀委員（ジャッジメント）」第177支部メンバー・白井黒子に注意されつつ、事件解決のために調査を始める。そんな中、「風紀委員」オペレーター・初春飾利の親友である佐天涙子が「幻想御手」を使用して昏睡状態に陥ってしまう。
やがて、全ての黒幕が昏睡者の治療のために病院に招聘されていた研究者・木山春生であることが判明。真相を知った美琴は、「幻想御手」の副次効果によって「多才能力（マルチスキル）」を発揮した木山と対峙する。
とある二人の新人研修（ジョブ・トレーニング）（第3巻）
黒子と初春の過去を描いた番外編。小学6年の冬、「風紀委員」の黒子は先輩の固法美偉と共に巡回中、郵便局強盗犯に出くわす。

「妹達（シスターズ）」編（第4巻 - 第7巻）
8月10日、第7学区では、路地裏など人通りの少ない場所にマネーカードが置かれるという不思議な出来事が発生していた。美琴はマネーカード事件の張本人である布束砥信と出会ったことをきっかけに、かねてより流れていた噂である「超電磁砲のクローン」について調べ始める。その数日後、美琴は自分と瓜二つの「妹達（シスターズ）」の一体・9982号と出会う。
美琴は、初めて出会った「妹達」の9982号との交流を持つが、彼女と別れた後、彼女ら2万体の「妹達」が、学園都市最強のレベル5・一方通行（アクセラレータ）をレベル6へ進化させる「絶対能力者進化（レベル6シフト）計画」で一方通行に虐殺されていることを知り、その直後、9982号が美琴の目の前で一方通行に虐殺されてしまう。その光景に激昂した美琴は一方通行に攻撃を仕掛けるもその能力の前では切り札の超電磁砲ですら通じず完敗を喫する。一方通行に攻撃される直前に「妹達」が現れた事で難を逃れた美琴は、その非道な実験を阻止するために奔走する。
美琴は計画に携わる施設を襲撃し、使用不能にしていく。8月19日、美琴は実験施設の防衛を依頼された暗部組織「アイテム」と交戦、リーダーにして同じレベル5の麦野沈利ら四人に対し、窮地に陥りながらも辛くも退ける。一方、「絶対能力者進化計画」に関わっていた研究者の布束も実験阻止に動いていたが、「アイテム」の絹旗最愛に捕縛される。やがて、事件は上条当麻をも巻き込みながら動いていく。後半の展開は『禁書目録』第3巻とほぼ同じ内容である（視点や演出など細かい違いはある）。
「大覇星祭（だいはせいさい）」編（第7巻 - 第10巻）
9月19日、学園都市で大規模な体育祭・大覇星祭が開幕する。その初日、美琴と間違われて競技に参加した「妹達」の10032号（御坂妹）は、何者かの攻撃を受けて消息を絶つ。翌日、妹を探す美琴はレベル5の1人にして常盤台中学最大派閥の「女王」・食蜂操祈が関与していることを知るが、その矢先に彼女の能力「心理掌握（メンタルアウト）」により、黒子・初春・佐天が持つ自分の記憶を消され、3人との友情を奪われてしまう。
食蜂の派閥メンバーに見張られて身動きが取れない美琴は、婚后光子に協力を仰ぐ。婚后は御坂妹を捜索中、「妹達」を探している暗部組織の少年・馬場芳郎に襲われて行動不能となるが、湾内絹保と泡浮万彬によって助け出される。馬場をリタイアさせた美琴の前に馬場と関わりがある謎の少女・警策看取が現れ、初春と美琴の母・美鈴を人質に「妹達」の居場所を教えるよう迫るが、黒子の助けにより警策を退けることに成功する。
食蜂本人と接触した美琴は、食蜂が妹を匿っていたことを知る。「妹達」を狙っていた組織の黒幕は、「絶対能力者進化計画」の提唱者でもある科学者・木原幻生。美琴は食蜂と共に、御坂妹が匿われている研究所へ向かう。そこは、「心理掌握」の能力を誰でも使えるようにする装置「外装代脳（エクステリア）」が存在する場所だった。食蜂を欺いた幻生は「外装代脳」を乗っ取って「心理掌握」を使い、「妹達」を繋ぐミサカネットワークにウイルスを撃ち込む。幻生の真の目的は、美琴をレベル6へ進化させることであった。
「天賦夢路（ドリームランカー）」編（第11巻 - 第13巻）
大覇星祭を終えた学園都市で「インディアンポーカー」と呼ばれるカード状の学習装置が流行し始める。
黒子と初春は佐天から教えられた未来予知のアプリを検証する中である事故を未然に防いだことから、予知能力者の小学生・美山写影から自分の予知を覆してもらえないかと頼まれる。一方の佐天はサバ缶を巡って「アイテム」のメンバー・フレンダと知り合い交友を深めるが、自身が入手したインディアンポーカーが原因で「スクール」の陰謀に巻き込まれてしまう。
そのころ美琴は食蜂からサイボーグに宿った「魂」の情報を聞かされ、「置き去り」やクローンが暗部の非道な実験に利用されないよう共同で調査を行うこととなり、実験の当事者でありインディアンポーカーの開発者だった操歯涼子に接触を計る。だが自己を認識したサイボーグ・ドッペルゲンガーが研究機関から脱走を図ったことで事態は急変し、美琴は「屍食部隊」と手を組んで解決に奔走することになる。
「獄門開錠（ジェイルブレイカー）」編（第14巻 - 第16巻）
ある日、都市伝説巡りをしていた佐天と初春は「貯水池に居を構える巨大な白いニシキヘビ」の都市伝説を実際に見たという女子高生に遭遇。女子高生は写真も撮影したと話していたが、写真はピンボケしていて、都市伝説の正体を捉えてはいなかった。
その後、美琴達4人は近々開設される新たな少年院「第二少年院」が開催する脱獄トライアルに参加。このイベントには近江手裏ら甲賀の里の忍や屍食部隊、警策看取や婚后光子といった面々も参加しており、各々が目的を果たすため他の参加者共々、少年院の攻略に挑んでいた。他の参加者と協力しつつ、少年院の様々なトラップを掻い潜り、見事囚人役が収容されている部屋の前に辿り着いた美琴達だったが、ドアを開けるとそこに囚人役はおらず、間もなくトライアル終了を告げるブザーが鳴り響いた。なんとトライアル途中に美琴達とはぐれていた初春が、独自に脱獄を成功させていたのであった。初春は佐天の反対を押し切りトライアルの賞金を全て寄付したのであったが、その裏で、少年院ではトライアルの囚人役と本物の囚人が入れ替わり、本物の囚人の一人が脱獄してしまっていた。
トライアル終了も束の間、何者かに初春が誘拐される事件が発生。美琴は事件を追う過程で、上条の幻想殺しが宿していた竜のひとつを所持している謎の少女・春暖嬉美と交戦。春暖には逃げられるも、黒子と美琴は分かれて逃走した共犯者を追跡。美琴は雷斧、黒子は釣鐘と交戦。辛くも両者を退けたが、追った先に初春の姿は無かった。一方、佐天は黒子の思惑で第二少年院に潜入。院内を探索していた。
「御坂美琴、一年生」編（第17巻 - ）
これは、御坂美琴が常盤台中学に通い始めた頃の話。学園都市屈指の名門であるこの学校では「常盤台の三大派閥」がしのぎを削っていた。奉仕精神にあふれる最大手の沙派閥、リーダーの「能力」目当てで人気を集める水鏡派閥、そして向上心に満ち美琴のルームメイトも所属しているという支倉派閥。派閥争いには興味を示さない美琴だったが、各派閥リーダーたる三人の先輩との出会い、そしていずれの派閥にも属さないながら一目置かれる自由人・神苑小路瑠璃懸巣との邂逅が、美琴の学園生活を大きく変えていく。

### とある科学の超電磁砲SS
原作者・鎌池和馬による付録や限定特典に収録された書き下ろし小説。以下の作品のうち『学芸都市編』、『能力実演旅行編』、『コールドゲーム』については特典小説集『とある魔術の禁書目録 外典書庫(2)』にも収録されている。
初春飾利編（『とある魔術の禁書目録SP』収録）
初春飾利を主人公とする短編SS。遠隔カージャックのテロ事件が発生し、それを解決するために奔走する初春や黄泉川らを描く。なお、『SP』収録時にキャラクターの名前など一部の内容が修正されている。
8月1日、「ひこぼしII号 追加実験棟モジュール」を輸送中の大型特殊車両「衛星誘導車」が何者かに遠隔指示され暴走する事件が発生。「警備員」から協力要請を受けた初春は第73支部の捜査本部へ赴き、そこで時速120キロメートルで爆走中の衛星誘導車の現状を聞かされる。一方そのころ、才郷良太と共に現場にいた黄泉川は、運転手の山岳揚子と接触し、直接衛星誘導車へ乗り移り初春と協力して停止方法を模索する。やがて捜査本部が第三学区国際会議場でのVIP殺害という犯人の目的を突き止め、VIPの安全を最優先に方針転換し出す。初春はそれを阻止するため、単身いまだ暴走する衛星誘導車へと向かう。

学芸都市編（テレビアニメ『とある魔術の禁書目録』Blu-ray / DVD初回限定版収録、全8話）
「学芸都市」を舞台とした長編SS。美琴たちが学芸都市に潜む陰謀に巻き込まれ、それを解決すべく奔走する。ショチトルやトチトリが所属する魔術結社「翼ある者の帰還」が大きく物語に関わり、また彼女らが『禁書目録』第15巻・第19巻での行動に至った経緯が明かされる。
9月3日、広域社会見学で美琴たちは学芸都市を訪れ、浜辺で自由行動を楽しんでいた。しかし、サプライズのショーを見ていると、突如奇妙な機体「雲海の蛇」の戦闘に巻き込まれる。夜になり、ホテルに戻った美琴は独自に調査を進め、成り行きで同行してきた佐天と怪しげな施設へ潜入し、行き着いた格納庫で「係員」のオリーブ＝ホリデイと遭遇するが、交戦を回避しその場を立ち去る。
翌日、佐天は褐色の少女ショチトルと出会い、彼女の頼みで水着を買った後共に行動するが、突如都市中で爆発が巻き起こり、ショチトルは都市を立ち去る。その夜、この街やショチトルらの真相が気になった佐天は昨夜の施設へ向かうが、そこでオリーブに拘束されてしまう。翌日、佐天は海岸の岩場でオリーブに海難事故を装って殺されかけるが、ショチトルに窮地を救われる。その夜、美琴たちが佐天から事情を聴いていた時、突如武装した「係員」に襲撃されるが、美琴と黒子が応戦し事なきを得る。
翌日、大型救命艇サーモンレッドを使い都市の観光客を脱出させるべく、初春と佐天は避難誘導を行う。美琴と黒子は海上に出現した「太陽の蛇」の子機を迎撃し、黒子負傷後は水分子の翼を使い単身でショチトルと交戦する。
能力実演旅行編（テレビアニメ『とある魔術の禁書目録II』Blu-ray / DVD初回限定版収録、全8話）
ロシアの「ショッピングセンター」を舞台とした長編SS。「デモンストレーション」のためにそこを訪れた美琴が、都市伝説にまつわる謎の陰謀に巻き込まれ、その真相を探るべく奔走する。レッサーら魔術結社「新たなる光」の4人が登場し、物語に大きく関わっている。
7月1日、美琴は「ショッピングセンター」で「とても価値あるオレンジ」の話を入手する。その後、「とても価値あるオレンジ」になぞらえた「生物爆弾」のテロ事件を阻止したが、「保安員」エニーリャ＝G＝アルゴヌスカヤに容疑者として疑われ拘束を受けてしまう。美琴は事件の解決を図るべく脱走して独自に調査を開始し、レッサーの情報提供をきっかけに「コードEIC」の存在を知る。美琴はコードEICの研究員である「保安員」セタリー＝S＝スキーニキヤを黒幕と疑い尋問するが、疑いは晴れる。
美琴はレッサーと共に事態を整理し、「生物爆弾」実行犯とは別に「ショッピングセンター」上層部が黒幕である事実と、学園都市への大規模テロという敵の狙いを掴む。学園都市を壊滅させることで全世界の科学水準を下げ、それによって協力機関である「ショッピングセンター」が有する技術情報の価値を高め、大きな利潤を得ようというものだった。美琴は黒子へ連絡すると、新たに流れた「死のネックレス」の噂から敵を探るよう頼む。それを受けた黒子は、初春と共に学園都市内部へ潜入していたテロリストの一団を突き止め、交戦の末捕縛する。その最中に、変質した都市伝説「ウランの置物」の存在と、学園都市への核攻撃の可能性が判明する。
コールドゲーム（電撃大王2018年2月号付録）
学園都市で起きた事件の裁判を巡る短編SS。佐天が撮影した写真をきっかけに佐天、美琴、黒子、初春が巻き込まれた「殺人」の本質を問いかける。
佐天と初春は柵川中学校の社会科見学で警備員の中央詰め所を訪問、そこで佐天の自撮り写真に偶然写り込んでいた人物が女子中学生をコールドスリープ状態にした凶悪犯、通称ループホールであったことが判明する。翌日情報提供者として佐天は裁判所に召喚され、風紀委員の特別学習枠を利用した黒子と初春、高倍率の中見事当選した美琴は3人で裁判の傍聴に向かう。被告は弁護人を介して裁判中にコールドスリープ状態の被害者を無事に蘇生できる知識を持つのは自分だけだと発言、少女の命は自分ではなく裁判所にいる全員の決断にかかっていると宣言する。美琴たちは被告の思惑を暴き、少女の命を救うために行動を開始する。

### アストラル・バディ
常盤台中学3年生で食蜂派閥のナンバー2である帆風潤子は、ある日、「幽霊」らしき記憶喪失の少女に取り憑かれる。彼女の素性を探るために「風紀委員」などにも協力を求めていた矢先、潤子も所属していた「内部進化」の出身者である弓箭入鹿たちによる食蜂の誘拐事件が発生する。

## 登場人物

### 主要人物
御坂 美琴（みさか みこと）
声 - 佐藤利奈
本作の主人公。常盤台中学2年生。学園都市第3位の超能力者（レベル5）。
白井 黒子（しらい くろこ）
声 - 新井里美
常盤台中学1年生。学園都市内治安維持組織「風紀委員（ジャッジメント）」第177支部所属。大能力者（レベル4）。
初春 飾利（ういはる かざり）
声 - 豊崎愛生
柵川中学1年生。「風紀委員（ジャッジメント）」第177支部オペレーター。低能力者（レベル1）。
佐天 涙子（さてん るいこ）
声 - 伊藤かな恵
柵川中学1年生。初春の級友かつ親友。無能力者（レベル0）。長い黒髪に、白梅の花を模した髪飾りを着けている少女。親友である初春とはプライベートでも一緒にいることが多く、挨拶代わりのスカートめくりが日課。美琴や黒子とも初春を通して出会い、美琴には尊敬の眼差しを向ける。初春と共に美琴の恋路を陰ながら応援している。黒子とは同学年ということもあって対等に話そうと提案したものの、お嬢様オーラに気後れして敬称をやめられずにいる。
噂話や流行に敏感で、都市伝説の情報に詳しい。不思議なものを見ると興味を持って前に進んでしまうタイプの人間で、能天気な性格もあってかなりのトラブル体質。一方、弟の面倒を見ていたことから刺繍や着物の着付けが得意で、初春が風邪を引けば見舞いに訪れて看護するなど、面倒見の良い性格。普段は明るく振る舞う反面、無能力者であることにコンプレックスを持っており、能力者に対して強烈な憧れと劣等感を持っている。
能力はレベル0の「空力使い（エアロハンド）」。「幻想御手」を用いて、一時的にこの能力を使用したことがあるが、数枚の木の葉を動かす程度であった。

### 常盤台中学
湾内 絹保（わんない きぬほ）
声 - 戸松遥
常盤台中学1年生。強能力者（レベル3)。黒子の級友で水泳部員。ウェーブのかかった栗毛の髪が特徴。年少だが美琴よりスタイルがいい。入学当初、不良に絡まれていたところを美琴に助けてもらった経験がある。泡浮・婚后とは仲の良い友人。派閥には未所属。
能力はレベル3の「水流操作（ハイドロハンド）」。近隣に存在する水を自由に操ることができる。
泡浮 万彬（あわつき まあや）
声 - 南條愛乃
常盤台中学1年生。強能力者（レベル3）。黒子の級友で水泳部員。黒のロングヘアが特徴。湾内・婚后の友人。派閥には未所属。
能力はレベル3の「流体反発（フロートダイヤル）」。自身と周囲の浮力を増減させる能力で、応用すれば水面を走ったり、重い物を持ち上げることもできる。
婚后 光子（こんごう みつこ）
声 - 寿美菜子
常盤台中学2年生。大能力者（レベル4）。黒髪のロングヘアでどんな時も扇子を手放さないお嬢様。他人を見下す高飛車な性格だが、根は素直で、友人の窮地には進んで体を張るなど義侠心に篤い一面もある。世事に疎く、何かと熱くなりやすいが一線は守る性格。「学舎の園」内の学生寮に住み、ニシキヘビのエカテリーナを飼っている。趣味で西洋人形を収集している。
2学期からの編入生。元より名門である常盤台中学の高難易度の編入試験を、1年かけて乗り越えた努力家である。常盤台中学の力関係を知らずに自身の派閥を作ろうとするも、黒子の忠告と美琴の実力を目の当たりにしたことで諦める。その後、「自分を立派に見せれば周囲が従ってくる」という考えで周囲を遠ざけ続けていた自身の勘違いに気付き、美琴や湾内、泡浮らと友達になる。
能力はレベル4の「空力使い（エアロハンド）」。手で触れた物体から空気を噴出させ、飛ばす能力。噴出のタイミングは自身で制御が可能。威力はレベルが示す通り強力で、地面に噴射点を設定して風そのもので攻撃したり、噴射点を束ねて巨大なパラボラアンテナや材木の束を飛ばすなどの攻撃方法を見せている。
食蜂 操祈（しょくほう みさき）
声 - 浅倉杏美
常盤台中学2年生。学園都市第5位の超能力者（レベル5）。スピンオフ作品『とある科学の心理掌握』では主人公を務める。常盤台中学最大派閥に君臨する女王様。長い金髪に中学生離れのプロポーションを誇り、瞳には十字形の星がある。レース入りのニーソックスと手袋を着用し、バッグを持っている。やや我儘な性格で、他人を躊躇なく洗脳して思いのまま操る陰湿な面もある。発した単語の語尾に「力（りょく）」と付けるのが口癖。「個」の真価は「集団」の中でこそ煌めくと考えによる。
美琴が婚后と友達になったことを、美琴が陰で裏番力を付けようとしていると考えて牽制するなど、美琴との仲は良好とは言い難く、彼女が体細胞クローン製造の元凶であることを知っていたために中学入学当初から嫌っていた。一方で黒子を「自分というダイヤを最も引き立てる気高い純白のプラチナ」と高く評価し、積極的に派閥へ勧誘している。
面倒事を能力で他人任せにしてきた弊害で、自身は基本的に動かないために身体を鍛えておらず、身体能力が極めて低いのが欠点で、その上方向音痴でもある。食材マニアでもあり、オーガニック食品しか食べないという拘りがある。
能力はレベル5の精神系能力「心理掌握（メンタルアウト）」。学園都市最強の精神系能力であり、記憶の読心・人格の洗脳・離れた相手と念話・想いの消去・意思の増幅・思考の再現・感情の移植など、多種の能力を一手に引き受けて使いこなす。能力のメカニズムとしては、脳内物質の分泌および血液や髄液の配分制御といった脳内の液体を操るというものであり、本質的には水力操作系の能力に当たる。能力の自由度が高すぎるので、多数のリモコンを能力の用途によって使い分けることで基準をつけている。
帆風 潤子（ほかぜ じゅんこ）
声 - 津田美波
スピンオフ『アストラル・バディ』の主人公。大能力者（レベル4）。常盤台中学3年生。縦ロールにした銀髪が特徴の美少女。食蜂派閥のナンバー2と目されており、自由奔放放任主義の食蜂を補佐して実質的に派閥を運営しており、ふらふらしていることの多いトップよりも派閥の面々と接する機会は多い。
言葉遣いや振る舞いが淑やかかつ上品である典型的なお嬢様だが、やや天然でもある。箱入り育ちのためか今時珍しいほど純粋な性格であり、恋愛に鈍い。1年先輩であるのだが、年下の食蜂のことを「女王」と慕っている。美琴と並ぶゲコラー廃人であり、ゲコ太と食蜂を同じくらい大切に思っている。大覇星祭にて同好の士であることを知ってからは彼女と友好的な付き合いを築いている。美琴と食蜂には仲良くしてもらいたいと思い色々と行動を起こしているが、毎回アクシデントが発生しうまくいっていない。
能力はレベル4の「天衣装着（ランペイジドレス）」。体細胞の電気信号を操作して肉体のリミッターを一時的に解除し、パワー・スピード・五感・動体視力などの身体能力を限界以上に引き出す。
寮監
声 - 生天目仁美
常盤台中学の「学舎の園」外の学生寮寮監。本名不明。29歳の女性。規則に対して非常に厳しく、美琴や黒子から恐れられている。能力者ではないがその戦闘能力は凄まじく、黒子を素手で一瞬で気絶させるほどである。
綿辺（わたなべ）
声 - 斉藤佑圭
常盤台中学の教師。眼鏡をかけた壮年の女性。月詠小萌とは旧知の間柄。食蜂の洗脳を受けており、彼女の駒となって行動することもある。
切斑 芽実（きりふ めぐみ）
声 - 小松奈生子
常盤台中学の生徒。大能力者（レベル4）。自らの能力には自信を持っており、やや尊大な性格。
能力はレベル4の「念動能力（テレキネシス）」。
口囃子 早鳥（こばやし さとり）
声 - 荻野葉月
常盤台中学3年生。食蜂派閥の一員。強能力者（レベル3）。虫全般が苦手で、特にクモは眼前に現れれば失神してしまうほど。
能力はレベル3の「念話能力（テレパス）」。一定の範囲内に存在する複数人と念話でき、距離の制約があるものの回線を「接続」した相手の位置を大雑把に把握できる。直接戦闘は苦手で、通信支援要員として必要な情報を前衛に伝え、ターゲットの座標まで精密に誘導・着弾させるのが主な役割。
牧上 小牧（まきがみ こまき）
声 - 留冬藍名
『アストラル・バディ』の登場人物。常盤台中学の生徒。新人の「風紀委員」で、教育係は黒子が担当している。食蜂派閥のメンバーだが、恥ずかしいと言って彼女を「女王」とは呼ばず、さん付けで呼んでいる。薙刀の心得がある。
光学操作系の能力者。自分自身の姿と所持品だけでなく、手元から離れた物品も透明にすることが可能。見えなくした薙刀などを駆使して相手を翻弄する。ただ、猪突猛進型で脳筋な性格から、相手の手の内が分からないうちに突撃しようとする欠点がある。
弓箭 入鹿（ゆみや いるか）
『アストラル・バディ』の登場人物。常盤台中学の弓道部主将。猟虎の妹。大能力者（レベル4）。常に陣頭に立ち好戦的に見えるが、本来は参謀ポジションを好み、権謀術数を駆使し、戦わずして相手を屈服させることで悦にいるタイプ。コミュ障の姉を支えていた影響で面倒見が良いが、ややスキンシップ過剰で、相手に無意識にキスをする癖がある。
「内部進化」の出身者で、同じ研究室に所属していた帆風に憧れているが、本当は超能力者になれるほど凄いはずの帆風が優しくお人好しなせいで人に譲ってばかりでいて、食蜂の2番手に甘んじていることに不満を感じている。なお、帆風の前では本音と建前が逆になってしまう。
能力はレベル4の「波動操作（ウェイブコンダクター）」。光や音といった「波動的な性質を持つもの」を、増幅したり収束したりと自在に操る能力。
神苑小路 瑠璃懸巣（しんえんこうじ るりかけす）
美琴が1年生の時の3年生だった先輩。通称ルリ先輩。型に嵌まらない不覊奔放な性格で、教師にも御せない自由人として知られている。派閥は無所属だが、三大派閥からも一目置かれる実力者。ストロベリーブロンドをツインテールにして、オニキスの髪留めにぐるりと巻いているので、ゲコ太の目のように見える。ワイシャツの前をボタン1つだけ留め、ルーズソックスに紐なしスニーカーという常盤台のお嬢様では珍しい服装で、美琴と同じくスカートの下にはホットパンツを穿いている。実は風紀委員であるが1年2年は知らなく、風紀委員の腕章を見た1年2年からは「嘘だ」と言われていた。
常盤台に入学したばかりの美琴と仲良くなり、魔の自動販売機に1万円札を呑まれた彼女に自販機蹴りの技を伝授した。超能力者として学校でも浮いていた美琴にとっては平然とコミュニケーションを取れる数少ない親しい人物の1人であった。
潔斎 雪紫（けっさい きよし）
1年前における美琴と同学年のルームメイト。1年前時点で1年生。所属は支倉派閥。派閥からの指示で美琴をマークして動向を報告している。派閥に無関心だった美琴に三大派閥の解説をした。美琴を介して瑠璃懸巣とも面識を持ち、お嬢様としては破天荒な2人に内心で突っ込みを入れる。
能力は蒸気の生成。
沙 淡扇（シア＝タンシャン）
1年前における常盤台最大派閥を率いていた女学生。当時2年生。涙目リムの眼鏡と牡丹の髪留めをつけている。中学生離れしたスタイルの良さを誇るが、ノーブラ。派閥員以外と自分から話すことは少なく、携帯するパンダポーチで腹話術を使って会話する。浮世離れした変わり者だが、意外と毒舌。
全校生徒の23%を占める沙派閥の特徴は慈善事業で、「有力者の責務」という理念の下、砂漠を買収緑化するなどのボランティアを行っている。派閥員も奉仕精神に溢れるメンバー揃いで、人望と実力を兼ね備え、ここ最近常盤台の評判が際立っているのは沙派閥のお陰とされる。新人の勧誘はしない方針だが、何故か員数が増えていたのだという。その一方で「保健室の女帝」と渾名がつく程に超病弱で、か弱さ儚さが庇護欲を誘っている。
リリー
沙派閥の一員。1年前時点で2年生。
林麗華
沙派閥の一員。1年前時点で2年生。大能力者（レベル4）。
能力は植物の成長速度の操作。蔓植物の取り扱いを得意とする。
欧陽茜
沙派閥の一員。1年前時点で1年生。大能力者（レベル4）。
能力は鳥類を呼び寄せ操るもの。一度に操れる鳥の数と指示内容の複雑さは反比例し、単純な命令であれば100羽以上同時に操れる。
水鏡 凪紗（みかがみ なぎさ）
1年前における常盤台で第2の巨大派閥を率いていた女学生。当時3年生。全校生徒の19%を占める派閥員は自身の能力に惹かれた俗物的なメンバーが多く、理想のスタイルを手に入れるために派閥に貢献しようとするので、成果を出そうとする熱量は三大派閥一。
元々人付き合いが苦手だったが、己の能力が他人と繋げてしまい、それが次第に見ず知らずの相手にまで広がってしまい、結果、自分の時間を潰された挙句に文句まで言われて辟易する。
能力はあらゆる油分を操作する「油性操作（オイルディレクション）」。自他を問わず脂肪の配分を変え、体型を自在に変更する事ができる。一時的に肥満体型になって打撃の衝撃を軽減することも可能だが、服が破けてしまうのが欠点。
花山院 つかさ（かざんいん つかさ）
水鏡派閥の一員。1年前時点で3年生。大能力者（レベル4）。能力を利用し、学園都市を代表する彫刻家の一人として名を残している。家柄至上主義で、常盤台に平民が通うことを快く思っていない。
能力は圧縮空気で対象を切断・研磨・締め付けるというもの。出力は並みだが精密さは巧緻を極める。
閏井葵花
水鏡派閥の一員。1年前時点で3年生。大能力者（レベル4）。一時派閥の立ち上げを検討していたが、美容と健康を取って水鏡派閥に入る。
能力は天然ゴムの生成。強力なゴムロープを使った敵の捕縛や高速移動、ゴム風船のクッションや絶縁障壁形成など、用途は多岐に渡り、守りに徹されると美琴も敬遠するレベルの鉄壁の防御を誇る。
朝倉・オリビア・萌亜
水鏡派閥の一員。1年前時点で3年生。強能力者（レベル3）。自分の容姿に特に不満はないが、付き合いで水鏡派閥に入る。
能力は体表の角質の変化。爪および硬質化した皮膚は恐ろしく強靭であり、コンクリートを深く抉り、たとえトラックに撥ねられたとしてもトラックが傷つく。
角坂凛奈
水鏡派閥の一員。1年前時点で2年生。強能力者（レベル3）。
能力はキチン質の鎧の生成。甲殻類の殻や昆虫の外骨格のような鎧を身に纏う。
助澤世菜
水鏡派閥の一員。1年前時点で2年生。強能力者（レベル3）。子供の頃に別荘の湖で大量発生しているのを見て以来、カエルが大の苦手で、カエルのマスコットも嫌い。
能力はカルシウムの操作。カルシウムのサプリメントを摂取することで自身の骨や歯を強化したり、地中のカルシウムを集めて武器防具を作り出すことができる。
支倉 冷理（はせくら れいり）
1年前における常盤台で第3の巨大派閥をひきいていた女子生徒。当時3年生。全校生徒の17%を占め、立ち上げは当時の三大派閥の中で最も古い。だが後続の2派閥に抜かれており、そのために周りを蹴落としても上に行こうとする向上心溢れる肉食系派閥である。
安賭蜴吹禾
支倉派閥の一員。1年前時点で3年生。在校生一の長身。強能力者（レベル3）。支倉に心酔しているが、独断専行が多い問題児。
能力は両手で触れている物体の支点と作用点を自在に変化させるもの。戦闘では鎖付きの鉄球を扱い、鎖の途中に支点を設置することで変則的な軌道で振り回す。
炎乗 香炭（えんじょう -）
支倉派閥の一員。1年前時点で2年生。強能力者（レベル3）。ながらく没落していたが最近ひと山当てて盛り返した、地方旧家の娘。
能力はリボンなどの紐状の織物を自在に操るもの。生地の強度を高めともできるが、強度は生地面積に反比例する。
夕暮 金糸雀（ゆうぐれ かなりあ）
常盤台中学2年生。強能力者（レベル3）。亜麻色の長髪の少女。愛称は「スズメ（ちゃん）」。新聞部所属。爪羽鶏の姉。美琴とはクラスメイトで、彼女を「ミサゴちゃん」と呼んでいる。常時スーパースローの呪いがかかった極限ほんわかお嬢様だが、約束事にうるさく、「とんでもなく」正義感が強い。
能力はレベル3の「完全消毒（ミクロダイイング）」。触れただけで目には見えないあらゆる微生物を抹殺する能力で、特定の微生物だけを選り分けて生き残らせる事も可能。
レザネリエ＝サディス＝ダイヤライン
常盤台中学3年生。東欧ダイヤライン皇国の君主という本物のロイヤルお嬢様。常盤台中学ディベート大会代表、兼、馬上戦闘部部長。大能力者（レベル4）。
赤毛のセミロングで、胸元は豊か、頭に宝石をちりばめたティアラを乗せ、制服スカートの下に乗馬ズボンを着用している。見た目と言動が尊大で、語尾に「なのじゃ」を付ける。西洋系の武器の中でも特に習得の難しいハルバードを変幻自在に操る。
能力はレベル4の念動系「赤色支配（クリムゾンマネージャ）」。一定範囲内の錆を操る念動力で、発動すれば人間の限界を超える速度で金属を暴れ回らせる。
赤鮫（あかざめ）
常盤台中学の女教師。爪羽鶏の面接を担当した試験官の1人。

### その他の登場人物
上条 当麻（かみじょう とうま）
声 - 阿部敦
本編『とある魔術の禁書目録』の主人公。無能力者（レベル0）の高校生。「幻想殺し（イマジンブレイカー）」という能力を右手に宿す。
御坂妹（ミサカ10032号）
声 - ささきのぞみ
御坂美琴のクローン・妹達（シスターズ）の一人。絶対能力進化実験中止後における、最も若い型番の個体。実験に於いて一方通行と戦闘を行った個体（1号～10032号）の中で、唯一生き残る。
固法 美偉（このり みい）
声 - 植田佳奈
「風紀委員（ジャッジメント）」第177支部所属。黒子や初春の先輩に当たる女子高生。強能力者（レベル3）。セミロングヘアに眼鏡をかけ、着痩せするプロポーションの良い容姿を持つ、巨乳のクールビューティー。面倒見の良さと厳しさを併せ持ち、かつて新人研修を担当された時から性格や問題点を見抜かれていた黒子にとっては頭が上がらない人物。美琴も頼りがいのある人物として慕っている。
中学時代に能力開発に行き詰まり、自分の能力を隠してスキルアウトの「ビッグスパイダー」に所属していた過去を持っているが、ある事件をきっかけに脱退、「風紀委員（ジャッジメント）」に転向する。
能力はレベル3の「透視能力（クレアボイアンス）」。相手を透視することで、隠し持っている武器などを発見できる。地力の逮捕術の腕も一流で、体重差3倍の筋肉マッチョを膝蹴りで一撃KOした事もあるなど様々な武勇伝を持つ。
アケミ、むーちゃん、マコちん
声 - 矢作紗友里、小橋知子、石川桃子
初春・佐天の同級生たち。本名不明。
アケミの能力はレベル0の「念動力（テレキネシス）」。「幻想御手」の使用時には、人を浮かせるくらいの強度になっている。
硲舎 佳茄（はざまや かな）
声 - 竹達彩奈
学園都市に住む小学生の少女。誕生日プレゼントとして両親から貰った鞄を紛失したことから、風紀委員に捜索を依頼していた。その際に美琴と知り合う。
木原 幻生（きはら げんせい）
声 - 高岡瓶々
かつての木山の上司である初老の科学者。木原一族の一人。「SYSTEM」研究分野の元老。AIM拡散力場の共鳴による「RSPK症候群」の集団発生の可能性についての論文で有名な人物であるが、一部科学者の間では非合法な人体実験も平然と行うマッドサイエンティストとして知られる。また「絶対能力進化計画」の提唱者でもある。
柳迫 碧美（やなぎさこ あおみ）
声 - 柚木涼香
『とある二人の新人研修』で登場。固法のルームメイトで、同じく「風紀委員」の一員。プライベートを優先して、積極的には活動していないが、革命未明編や天賦夢路編での作戦には固法と共に参加する。
カイツ＝ノックレーベン（Keitz=Nokleben）
声 - 林和良
警備強化専門の「知的傭兵（アドバイザー）」と自称する金髪の男性。情報戦を得意とし、慎重かつ周到な性格。
黄泉川 愛穂（よみかわ あいほ）
声 - 甲斐田裕子
学園都市内警察組織「警備員（アンチスキル）」第73活動支部所属の女性隊員。
一方通行（アクセラレータ）
声 - 岡本信彦
学園都市第1位の超能力者（レベル5）。本編『とある魔術の禁書目録』の主人公格の一人。
麦野 沈利（むぎの しずり）、フレンダ＝セイヴェルン（Frenda=Seivelun）、絹旗 最愛（きぬはた さいあい）、滝壺 理后（たきつぼ りこう）
声 - 小清水亜美（麦野）、内田真礼（フレンダ）、赤﨑千夏（絹旗）、洲崎綾（滝壺）
学園都市の暗部組織「アイテム」の構成員。
垣根 帝督（かきね ていとく）、「心理定規」（メジャーハート）、誉望 万化（よぼう ばんか）
声 - 松風雅也（垣根）、井澤詩織（心理定規）、広瀬裕也（誉望）
学園都市の暗部組織「スクール」の構成員。
御坂 美鈴（みさか みすず）
声 - 篠原恵美
御坂美琴の母親。
インデックス
声 - 井口裕香
本編『とある魔術の禁書目録』のメインヒロイン。10万3千冊の魔道書を記憶している。
青髪ピアス
声 - 川原慶久
上条のクラスメイト。
浜面 仕上（はまづら しあげ）
声 - 日野聡
スキルアウトに所属する少年。本編『とある魔術の禁書目録』の主人公格の一人。
吹寄 制理（ふきよせ せいり）
本編『とある魔術の禁書目録』のヒロインの一人。とある高校に通う女子生徒。大覇星祭実行委員会の一人。

姫神 秋沙（ひめがみ あいさ）
声 - 能登麻美子
本編『とある魔術の禁書目録』のヒロインの一人。とある高校に通う女子生徒。

警策 看取（こうざく みとり）
声 - 富田美憂
暗部組織「メンバー」の仲介人を務める、15歳の少女。大能力者（レベル4）。「大覇星祭編」から登場。陽気な性格だが酷薄。学籍上は霧ヶ丘付属中学校所属。大覇星祭の14ヶ月前にテロ未遂を起こして少年院に収容され、その1年後に少年院内で病死したことになっている。
能力はレベル4の「液化人影（リキッドシャドウ）」で、比重20以上の液体を自在に操り、さらに液体で人形を生成し遠隔操作することができる。
ドリー（Dolly）
声 - 小原好美
幼少期の食蜂が「才人工房」の研究施設で出会った少女で、「妹達」のプロトタイプ。
扶桑 彩愛（ふそう あやめ）
音響系能力者の少女。
リーダー、ナル、清ヶ、薬丸
声 - 藤田茜（リーダー）、古賀葵（ナル）、貫井柚佳（清ヶ）、西田望見（薬丸）
暗部組織「屍食部隊（スカベンジャー）」の構成員。

### ストーリー毎の登場人物
テレビアニメ版のみの登場人物はアニメ版の登場人物を参照。なお一部の人物はテレビアニメ版「乱雑解放」編、「革命未明」編にも登場する。

#### 幻想御手編
木山 春生（きやま はるみ）
声 - 田中敦子
大脳生理学の研究者。専攻はAIM拡散力場。ウェーブのかかった栗色のロングヘアの女性で、目の下には濃いクマがある。性格も見た目通り暗いが、容姿は良くプロポーションも良いため、「残念美人」と称される。一般常識に囚われない性格で、「暑い」「ストッキングが濡れた」などの理由で人前でも平気で服を脱ぎ出す癖がある。
介旅 初矢（かいたび はつや）
声 - 野島裕史
「幻想御手」使用者の一人。「連続虚空爆破（グラビトン）」事件の犯人。異能力者（レベル2）。イジメや不良に絡まれる生活を送っており、自分が被害に遭うのは対応が遅い「風紀委員」が原因だと逆恨みするようになる。
能力はレベル2の「量子変速（シンクロトロン）」。アルミを基点に重力子を加速させ、周囲に放出することで、アルミを爆弾に変えていた。
鉄装 綴里（てっそう つづり）
声 - 遠藤綾
第7学区の学校教師で、「警備員」第73活動支部所属女性隊員。眼鏡を掛けており、巨乳。教師として生徒を守る気概と使命感はあるが、経験不足と真面目で控えめな性格ゆえに「警備員」としては気弱なところがあり、修羅場に弱い。登場する度、顔のどこかに絆創膏を張っている。対戦型格闘ゲームのマニアであることや、使用キャラから「大宮ジェイミー」の異名を持っていたことなども明かされている。
枝先 絆理（えださき ばんり）
声 - 佐藤聡美
木山が教鞭を執っていたころの生徒。「置き去り（チャイルドエラー）」と呼ばれる孤児の一人。前髪をカチューシャで上げた少女。とても明るい性格で木山を信頼し、木山の心に温かな変化をもたらす。しかし、「暴走能力の法則解析用誘爆実験（能力体結晶投与実験）」の被験者にされ、実験の失敗によって眠り続けることになる。
丘原 燎多（おかはら りょうた）
声 - 大原崇
能力者で不良の少年。17歳。「発火能力（パイロキネシス）」の能力を持つが、能力開発に行き詰まり非行に走る。
鋼盾 掬彦
声 - 西健亮
レベル0のやや小太り気味の少年。「幻想御手」の取引のためにスキルアウトと接触していたが、値段を吊り上げられて暴力を振るわれる。
トリック
声 - 近藤孝行
スキルアウトのメンバー。本名不明。白髪でチンピラのような風貌をしており、歯が所々抜けている。「幻想御手」使用者の一人で、「幻想御手」を他者に高額で売りつけていた。
能力は「偏光能力（トリックアート）」。周囲の光の屈折を変化させて自分の位置を錯覚させる能力で、殺さずに広範囲への攻撃方法を持たない黒子を苦しめた。
冥土帰し（ヘヴンキャンセラー）
声 - 仲野裕
第7学区にある病院に勤めるカエル顔の医師。テレビアニメ版でのクレジット表記は「カエル医者」。

釧路 帷子（くしろ かたびら）
「幻想御手」使用者の一人。
レベル4の「量子変速（シンクロトロン）」を持つ能力者であるが、「幻想御手」の副作用で昏睡状態に陥っている。
テレビアニメ版の「幻想御手」事件後の特別講習にも、モブとして登場している。
絶対等速（イコールスピード）
声 - 高橋研二
『とある二人の新人研修』で登場した郵便局強盗犯の一人。本名不明。
能力は「絶対等速（イコールスピード）」。投げた物体を、それが壊れるか能力を解除するまで、前に何があっても同じ速度で進み続けさせる能力。複数の物体を対象に発動させることも可能。

#### 妹達編
布束 砥信（ぬのたば しのぶ）
声 - 葉山いくみ
長点上機学園3年生。「絶対能力進化計画」の研究員。17歳。ギョロ目が特徴的で不気味な印象の女性。ゴシックロリータ調の服を好むようで、回想シーンや扉絵などで度々着ている。タメ口を使う美琴に躊躇なくカバンで殴ったり、キックをかますなど長幼の序に厳しい。
幼少時から生物学的精神医学の分野で頭角を現し、薬学研究センターに在籍した後に学園へ復学した。「量産型能力者計画」に携わり、「学習装置」の監修をしている。
所持能力は不明。スキルアウトに絡まれた際は「寿命中断（クリティカル）」という能力を持っていると騙り、話術と演出を巧みに使って撃退する。
天井 亜雄（あまい あお）
声 - 鈴木達央
「絶対能力進化計画」に携わる研究者。
草壁 優美（くさかべ ゆみ）、甘味 栄華（かんみ えいが）
声 - 沼倉愛美（草壁）、金元寿子（甘味）
「絶対能力進化計画」に携わる女性研究者。
ミサカ1号、ミサカ9982号、ミサカ10031号、ミサカ10032号
声 - ささきのぞみ
「絶対能力進化実験」に投入されたクローン「妹達」。
打ち止め（ラストオーダー）
「妹達」を統括するために作られた個体。製造番号20001号。

#### 大覇星祭編
山根（やまね）
大覇星祭運営委員会の一人。小太りの青年。上層部の決定で超能力者第6位との接触を図ろうとするも、全く手掛かりをつかめなかった。
網目（あみめ）
声 - 岩崎諒太
羽場跳高校の男子生徒。手に触れたものの摩擦係数を一定時間操作する能力者。
等々力（とどろき）
声 - 長谷徳人
羽場跳高校の男子生徒。空気中の水分を掌に集めて分解・燃焼する能力者。
藍鈴生徒
声 - 山根綺、白城なお
藍鈴女子高校の生徒。接触している物を自在に操れる「念動使い（テレキネシスト）」と、触れた物を原材料に分解する能力者のコンビ。
二之腕生徒
声 - 風間万裕子、荻野葉月
二之腕附属中学の生徒。「齧歯類限定」の「精神感応能力者（テレパス）」を含むコンビ。
重石（おもし）
声 - 蒔村拓哉
常盤台中学と「バルーンハンター」の競技で対戦した男子高校生。無能力者（レベル0）。
野村（のむら）
常盤台中学と「バルーンハンター」の競技で対戦した高校生。
レベル3の能力者。美琴に間違えられて競技に参加していた御坂妹によって仲間もろとも全滅させられる。
真桑（まくわ）
声 - 三浦勝之
幼少期の食蜂操析の研究に携わっていた、「才人工房」の若い研究者。
海原 光貴（うなばら みつき）
学園都市の高校生。常盤台中学理事長の孫。実はアステカの魔術結社「翼ある者の帰還」所属の魔術師・エツァリ。

削板 軍覇（そぎいた ぐんは）
声 - 河西健吾
学園都市第7位の超能力者（レベル5）。「とある自販機の存在証明」にも登場する。

月詠 小萌（つくよみ こもえ）
声 - こやまきみこ
とある高校の化学教師。

雲川 芹亜（くもかわ せりあ）
声 - 藤井ゆきよ
とある高校に通う女子生徒。

ショチトル（Xochitl）
声 - 大和田仁美
学園都市の暗部組織「メンバー」の構成員。元アステカの魔術結社「翼ある者の帰還」所属の魔術師。本作では『禁書目録』15巻で登場した、女生徒に変装した外見で登場する。また「学芸都市編SS」では、本来の姿で登場している。

馬場 芳郎（ばば よしお）
声 - 林大地
学園都市の暗部組織「メンバー」の構成員。重石らとは同じ高校の生徒。

博士
声 - 杉崎亮
学園都市の暗部組織「メンバー」のリーダー。

#### 天賦夢路編
美山 写影（みやま しゃえい）
声 - 峯田茉優
松海小学校4年生。10歳の少年。予知能力者。自身の能力で人助けをしたいと願っていたが、通常の手段では回避できない予知が原因でいじめられ転校した過去を持つ。
能力は「予知能力」。インスタントカメラで念写した写真を研究施設の機器を通すことで、自分の周囲を中心に近い未来に起こる惨劇の瞬間のみを映した不鮮明な画像を得ることができる。
大川内 巡観（おおこうち - ）
声 - 山下七海
写影の元同級生。女子小学生。不幸な予知しかできないと写影をいじめていた。
ペロ
写影が可愛がっている野良犬。
査楽（さらく）
声 - 高橋大輔
暗部組織「メンバー」の構成員。「BLAU」の上客。
結標 淡希（むすじめ あわき）
「窓のないビル」への「案内人」を務める空間移動能力者の少女。
芳川 桔梗（よしかわ ききょう）
「絶対能力進化計画」に携わっていた女性研究者。「とある自販機の存在証明」にも登場する。
土御門 元春（つちみかど もとはる）
声 - 勝杏里
とある高校に通う男子学生。
郭（くるわ）
伊賀のくノ一。
弓箭 猟虎（ゆみや らっこ）
声 - 鈴代紗弓
「学舎の園」内のお嬢様学校「私立枝垂桜学園」の学生で、「スクール」の初代スナイパー。砂皿の前任者。無能力者（レベル0）。入鹿の姉。「内部進化」の出身者だが、妹と違って能力は向上しなかった。学校では比較的好かれているものの、真面目な性格ゆえに任務を優先してしまうために学友とは疎遠であり、自身を孤独な存在だとだと思い込んでいる。そのせいでリア充に対しては逆恨みに等しい強い嫉妬心を抱いている。その性格と言動から「スクール」構成員からも距離を置かれている。
狩猟民の追跡技術を習得しており、獲物が残した痕跡から情報を読み取り気配を完全に消すことができる。その精度は滝壺の「能力追跡」をも上回り、逃亡中のターゲットが仕掛けたトラップなども容易に見破れる。武器は袖口から炭酸ガスの圧力で射出される弾丸で、衣服の中に仕込まれた狙撃銃は腕の曲げ伸ばしで自在に組み立て・分解できる。
操歯 涼子（くりば りょうこ）
声 - 種﨑敦美
第20学区にある新色見中学に通う14歳の少女。「インディアンポーカー」の開発者。幼いころに事故に逢い、母の肺を移植されたことで生き延びたものの、元々病弱だったせいで術後さらに体調を崩した母を恢復させるため、学園都市でサイボーグ治療の研究を行っていた。
ドッペルゲンガー
声 - 種﨑敦美
操歯の実験で使用されたサイボーグの義体に宿った｢新たな魂｣とされるものの通称。体格は操歯と同等だが、全身が機械なので総重量は100kgを超える。

所長
声 - 田中完
操歯が所属していた研究機関の所長。元々は医療難民を救うために安価なサイボーグの開発を模索していた人物だったが、ドッペルゲンガーに魂が宿ったと考えたことでその研究に執着するようになり歯止めが効かなくなった。

#### 獄門開錠編
春暖 嬉美（しゅんだん きみ）
3年前から少年院に収監されていた女囚。孤児院育ちの「置き去り」の少女。記録上は無能力者（レベル0）。孤児院の資金難から仄火、茶寮、雷斧らと共に「能力向上施設」へ入り、人体実験を受ける。
数値上ではレベル0だが、実は「宇宙のどこかにブラックホールを生み出す」ことが出来る「全体論の能力者」とされる。ワームホール形成や全世界のエネルギー問題を解決し得るとして9人目の超能力者にもなれると考えられたが、ブラックホールの発生位置や規模をコントロールすることが至難であり、何億光年も離れたブラックホールとパスが繋がる可能性があると同時に、地球の近くにブラックホールを生み出してしまう危険性もある。
青星 鈴蘭（あおほし すずらん）
第二少年院の警備主任を務める女性看守。元は第一少年院の職員。院長の横暴に苦労しながらも従っていたかに見えたが、実は嬉美の一派の一員。「置き去り」であり、15歳まで嬉美たちと同じ孤児院で生活していた。優等生気質で、ちゃんと生計を立てられるようになって、孤児院のみんなと暮らすことが将来の夢だった。
釣鐘 茶寮（つりがね さりょう）
甲賀出身のくノ一。15歳。強能力者（レベル3）。4歳の時、家族とキャンプに来ていた際に野犬に襲われたとき、ただ一人生き残ったところ近江に保護された。一度は下界の街に送り届けられたが、甲賀の里まで自力で追いかけて来たため、甲賀で引き取られた。身寄りがなかったことから5歳のころに「置き去り」として学園都市に潜入し、以来10年間任務を果たしていた。ボーイッシュだが人形作りが趣味。
能力はレベル3の「能力観察（AIMウォッチャー）」。常人では感知し得ないAIM拡散力場を視認でき、さらに長年の観察と戦闘経験から、演算時のAIMの変化で能力がどう発現するか予測できる。
鰐河 雷斧（わにがわ らいふ）
嬉美の仲間の1人の「置き去り」の少女。孤児院メンバーでは最年少。大能力者（レベル4）。「能力向上施設」に入ってから2年足らずで低能力から強能力まで成長、最終的には大能力まで到達したが、実験の後遺症で酔いのような症状が出るようになる。幼少期よりヒーロー物作品の鑑賞を好んだが、現在は実験の副作用で自分を断罪してくれるヒーローを探している。
能力はレベル4の「重力円環（グラビティスリング）」。体内の任意の箇所に強力な重力を発生させる力。一見すると念動能力者に近く、高速で向かって来るものを重力で絡め取り、運動ベクトルを変更して投げ返すことができ、美琴の超電磁砲すら無効化が可能。
橋国 亮太（きょうごく - ）
第二少年院の院長。次期CEOの座を狙う野心家。自分の顔がついた教育用ロボットを院内に配備するなど、センスが独特。独断で勝手な行動をとって失敗すると、部下に臨機応変さを求めるなど組織の上に立つ人物としては人格に難がある。職権を濫用してロボを好き放題作ったり、不祥事を隠蔽したりするので部下からはあまり評価されていないが、更生施設を預かる以上、学生達の未来を閉ざすような真似だけはしてはならず、少年犯罪者だろうと最後まで見限ってはいけないという強い信念を持っており、その信念だけは認められている。
飯塚（いいづか）
第二少年院の女性看守。「脱獄トライアル」では囚人役を務める予定だったが、青星により嬉美と入れ替えられ、物置のロッカーに監禁されていた。
山城 昭府（やましろ しょうぶ）
学園都市の被り物ヒーローたちの一員。勝勝戦隊のポン吉くんというタヌキキャラクターの被り物と、男子学生服を着た少年。暴徒鎮圧用のゴム弾を木刀1本で弾き返す腕前。
幼い頃に聞きかじった情報だけで悪と決めつけ相手を責めた過去があり、その際に正義だと思いたかった薄っぺらい信念を、ただ弱者を護ろうとする押しつけがましい我によって折られている。能力の影響で犯罪心理や動機の発生源に興味を持ち、収監されている犯罪者に面会して話を聞いている。
能力は「雑意感知（ストレスダウジング）」。対象の悪意や敵意を感知する力。周囲に人が多いと精度が落ちて確信が持てなくなるのが弱点。
近江 手裏（おうみ しゅり）
甲賀のくノ一。
坂田（さかた）、浅井（あさい）、野洲（やす）
手裏の部下。
白絹 仄火（しらきぬ ほのか）
嬉美たちと同じ孤児院にいた「置き去り」の少女。異能力者（レベル2）→無能力者（レベル0）。嬉美より1歳年上で、孤児院では年下の面倒を見ていた。9歳の時点で既にレベル2だったが、「能力向上施設」で受けた実験の影響でレベル0まで低下してしまい、さらに副作用で怒りを抑制できなくなってしまう。その結果、能力はほとんど出せなくなり、実験に呼ばれることも少なくなった。
能力は「発火能力（パイロキネシス）」。
木原 脳幹（きはら のうかん）
都市伝説「喋るゴールデンレトリバー」。

### 超電磁砲SS・番外編の登場人物

#### 初春編SS
山岳 揚子（さんがく ようこ）
人工衛星を輸送する大型特殊車両「衛星誘導車」の運転手。30代後半の女性で、初春と同年代の娘とそれより幼い息子がいる。遠隔カージャックテロに巻き込まれ、犯人の指示通りに動くことを余儀なくされる。
工示 雅影（こうじ まさかげ）
第73活動支部所属の「警備員」。眼鏡を掛けた男性で、神経質な声をしている。テロ事件では捜査本部で作戦を指揮しており、主導的な立場にある。
砂皿 緻密（すなざら ちみつ）

才郷 良太（さいごう りょうた）

#### 学芸都市編SS
ショチトル、トチトリ、テクパトル
アステカの魔術結社「翼ある者の帰還」所属の魔術師。
ビバリー＝シースルー
アメリカ人の女性映画監督。18歳ほどで金髪碧眼の女性。Lカップの爆乳の持ち主。ユーロ系の恋愛映画の超新星とされる、若くしてカンヌで絶賛された天才新人監督であり、学芸都市の「新しい撮影技術を模索する」という目的のために集まっていた映画関係者の一人。
オリーブ＝ホリデイ
学芸都市の「係員」の女性。年齢は20代半ばで肌は日焼けし、スポーティな競泳水着の上にオレンジ色の救命胴衣を着けた恰好をしている。「係員」になる以前から、アメリカに忠誠を誓い世界各地を暗躍していたエージェントで、戦闘経験に長けている。
経営陣
学芸都市の運営を司る5人の上層部。非常にエリート意識が高く傲岸不遜な人物達。

#### 能力実演旅行編SS
レッサー、ランシス、フロリス、ベイローブ
イギリスの魔術結社予備軍「新たなる光」所属の魔術師。
セタリー＝S＝スキーニキヤ
「ショッピングセンター」の「保安員」の一人。見た目は大学生ほどの、長い金髪にスレンダーな長身の女性。非常に陽気かつ気さくな性格をしている。
実はプロジェクト＝コードEICの研究員の一人であり、研究レポートの執筆者である。
エニーリャ＝G＝アルゴヌスカヤ
「ショッピングセンター」の「保安員」の一人。20代後半の赤毛の女性で、厳格かつ実直で頑固な人物。
カリーチェ＝I＝ニーキノシ
ロシアの魔術結社に所属する女性魔術師。コードEICの影響を受けた人間の精神面を魔術的な手法で観測するよう、「ショッピングセンター」上層部に雇われた。
ロシア成教崩れの魔術師らしく、十字教系の術式を扱う。「エクス＝ヴォト」と呼ばれる歴史上の守護聖人に代願して発動させる術式を得意とし、聖油を詰めたボールペンを媒介の霊装として振るい、虚空から自在に氷の刃を生み出すことができる。
ピーター＝ウェイルゴ
フランスの学園都市協力機関の人間。「ショッピングセンター」で行われる美琴のデモンストレーションに招待されている。年齢50歳前後の初老の白人男性。
所属するフランス系の「協力機関」に繁栄をもたらし、降りかかる火の粉を全て払うという目的のためだけに行動している。

#### コールドゲーム
院内 契（いんない ちぎり）
ループホールのハンドルネームで活動している15歳の少年。中性的な美貌を持つ。法制度や社会システムの欠陥を訴えるような形で犯罪を実行する凶悪犯で、自殺幇助・放火・監禁・殺人未遂などへの関与が確実視されながらも逮捕を免れていた。警備員や風紀委員への不満を集中させる形で犯罪を犯すことからカリスマ的な人気がある。
朝霜 冴美（あさじも さえみ）
コールドスリープ殺人事件の被害者となった14歳の少女。院内に誘拐され、一糸まとわぬ姿で冷凍処理を施された状態で第15学区のスケートリンクに遺棄される。

わんこ検察官
コールドスリープ殺人事件の裁判を担当する女性検察官。本名不明。中学生の佐天より身長が低く、トイプードル系の頼りない外見の女性。自分の仕事には責任を感じており、「当たり前と思っていることを当たり前に行う」ことが平和を守ることに繋がると考えている。腹部には刺された古傷があるなど何度も修羅場を潜っているので、見た目以上に肝が据わっている。
辻中 京果（つじなか きょうか）
コールドスリープ殺人事件の私選弁護人を務める女性弁護士。ループホールの弁護を行うことで一気に知名度が上がり、動画サイトで毒舌コメンテーターとファッションリーダーを足して2で割ったような大活躍をしている。
朝霜 芽吹（あさじも めぶき）
冴美の一卵性双生児の姉。普通の携帯電話の指紋識別程度ならすり抜けてしまうほど瓜二つの身体的特徴を持つ。14歳にして海外の大学で低温医学・化学・物理学を専攻し飛び級で卒業、教授として学園都市入りし、生徒として学園都市の技術を学び直している。
松陸 頼太（まつおか らいた）
「ファイアバグ」として知られる犯罪者。発現した能力の特性からドローンの発火・墜落事故が相次いだ「火の玉事件」でメーカー側から濡れ衣を着せられた被害者だったが、冤罪で裁かれかけた恨みから「能力を使わなくても発火・爆発は起こせる」という危険なマニュアルを動画サイトで公開するようになった。いったんは逮捕されたものの不起訴となり、監視の目を逃れて失踪している。
能力はレベル3〜4の「電解取引（イオントレード）」。ミクロなイオン交換を自在に操る能力で、バッテリー発熱はもちろん、人体へ直接触れるだけで心筋梗塞や瞬間加齢をも引き起こすことができる。

#### 偽典・超電磁砲（登場人物）
木原 那由他（きはら なゆた）
第5巻特装版の特典『偽典・超電磁砲』収録の『とある自販機の存在証明〈ファンファーレ〉』に登場するオリジナルキャラクター。本編では新約3巻で名前のみ登場し、木原の内で「可能性」と称されている。
学園都市の暗部に度々登場する研究者「木原一族」の少女。容姿は金髪のツインテールに赤いランドセル。幻生に自ら実験体を志願し、彼の失踪後も魔術を使用した実験で拒絶反応による身体の破壊という出来ことがあったにも関わらず、非道な実験に参加し続けている。「置き去り」を「欠陥品」と言い切るも絆理とは友達になり、彼女らを「人」として見ている。
機械による人間離れした身体能力を持ち、滝壺の「能力追跡」に近い能力（名称不明）で相手のAIM拡散力場所に触れ、能力による攻撃の軌道やタイミングをずらしたり暴走させることができるなど、小学生の身で手加減していたとはいえ美琴を苦戦させる恐るべき戦闘力を見せる。
横須賀（よこすか）
スキルアウトの男。
原谷 矢文（はらたに やぶみ）
学園都市の学生。

#### 小説『とある科学の超電磁砲』
甘蛇 冴華（あまへび さえか）
イグジットAppの元となった健康管理ソフトウェアの開発者。色を抜いた金髪に褐色に焼いた肌を持つギャル系女子高生。自分の血が赤くないという気味の悪い能力にコンプレックスがあり、後付けで物理的に能力を系統変化させる「学習装置」としてイグジットAppを開発するが、プロジェクトは失敗。絶対自殺ツールとして流出したイグジットAppを悪用し、末端で流通させる売人を叩き潰すため第15学区を訪れる。
能力は己の血に必殺の意志を載せて対象に運ぶ「死毒生産（スコーピオンテイル）」。分類的には読心能力の逆で、触れた物品から人の心へ強制的にイメージを流し込むというもの。
夕暮 爪羽鶏（ゆうぐれ つめばけい）
亜麻色の髪を肩の辺りまで伸ばし、前髪を横一直線に切り揃えた小柄な少女。12歳の小学6年生。大能力者（レベル4）。愛称は「ニワトリ」。金糸雀の妹。
姉の事が大好きで、同じ通学路を通って一緒の学校に行きたいと思い、常盤台中学を受験する。ただ、「大好き」のレベルが黒子が美琴に向ける偏執的愛情に近い節がある。
能力はレベル4の「血中肥大（マクロダイイング）」。自らのあらゆる血液成分を巨大化して意のままに操るという、系統的にも「空間移動」以上にレアケースな能力。
統御 懸愛（とうぎょ けあ）
「学舎の園」に在籍するディベート代表者の1人。高級スーツで固めている。「学舎の園」独立時には弁護士としてレザネリエに仕える。
能力は自分自身のありふれた感覚を否定させるほどの「肉体的」な錯覚を作り出す「物理感覚（センスストライカー）」。本来はレザネリエが些事に惑わされず快適な時間を過ごすために使用されているが、攻撃に使う事で相手の五感を潰し「体」の自由を奪う事が可能。
恋歌 エフィルティ（れんか エフィルティ）
「学舎の園」に在籍するディベート代表者の1人。強能力者（レベル3）。生き方が不器用で、地力が足りていない事を理解しつつ、非効率でも愚直に一つ一つ積み重ねて、誰より素早く実行し、自分のミスを自分の手でリカバリーできるように心がけている。「学舎の園」独立時にはメイドとしてレザネリエに仕える。
能力はレベル3の「効果飛翔（フライレーシング）」。硬い樹脂を自在に操って巨大な翼を作る能力で、地面効果翼を展開して最大時速1100kmで滑空する。
算木 逢（さんき あい）
「学舎の園」に在籍するディベート代表者の1人。重要なのは最終的に帳尻を合わせられるか否かで、損失が出るのを恐れず、それ以上に大きな利益を生み出すための呼び水にできれば問題ないと考える。そのため、数字の大小しか見ていない発言をする事もあった。「学舎の園」独立時には会計士としてレザネリエに仕える。
能力は肌の毛穴にぴったりはまるよう、微細な繊維を毛羽立たせる念動系の「万能吸着（プラスエクイップメント）」。面ファスナーより強く、普通に布で縛るより負担もなく肌に吸いつきつつ、普段より多くの空気を蓄えて反応させるため、包帯や絆創膏による止血効果が圧倒的に高まる。
舌鼓 淑子（したつづみ よしこ）
「学舎の園」に在籍するディベート代表者の1人。職人気質。「一度でいいから、人間を美味しく調理してみたい」という欲望を持ち、正義や悪には関心がなく、あらゆるルールを無視できる自由な空間に興味を持ってレザネリエに協力していた。「学舎の園」独立時にはシェフとしてレザネリエに仕える。
能力は燃焼ガスの発生速度を1000倍以上に増幅する「爆発膨張（マテリアルフレア）」。能力の起点は両手の摩擦で、どんな物体を燃やしても大爆発を起こせる便利で危ない能力である。

### アストラル・バディの登場人物
悠里 千夜（ゆうり せんや）
「幽霊」を自称する記憶喪失の少女。肉体がなく、当初は常盤台中学の中を彷徨っていたが、記憶喪失前に見て知っていた帆風の体に憑依して、自分の正体を探ろうとしていた。
元々は「内部進化」に所属していた、一番の古株。生まれつき肺に難病を抱え、それが原因で心臓の1室に負荷がかかって血流に影響が出ており、小学生に入る前に病名を宣告されてから、人生の大半を病院ですごしていた。自分が置かれた状況に絶望せず、その中でできることを見つけ、自分の力で日々を楽しむ努力をしており、周囲から「かわいそう」として特別扱いされることを嫌う。
能力は「幽体連理（アストラルバディ）」。「AIM拡散力場を自身から切り離し独立させる能力」で、「AIM思念体」とも言われる水分を媒体とするアバターを作り出し、肉体と精神制御を「サポートする」。意識のない人間の体に憑依して操ることが可能で、憑依対象の記憶を辿ることもできる。
蜜蟻 愛愉（みつあり あゆ）
「内部進化」の出身者。
北条 彩鈴（ほうじょう あれい）
『アストラル・バディ』の登場人物。中学3年生。静護の妹。異能力者（レベル2）。常盤台に在籍しているが、本来であれば常盤台の入学資格を満たしておらず、本所属は別の中学校。だが、極めて高度な専門技術と能力の応用手腕を総合的に判断して、強能力相当に値すると常盤台が受け入れた「特別交換留学生」である。しかし、「お情け」で天才の中に混じっているという劣等感を抱えており、磨き上げた技術で天才の鼻を明かしたいと思っている。
能力はレベル2の「感情音叉（ウィスパーベル）」。「人の感情が音になって聞こえる」という精神系能力。戦闘でも能力を役立てるため、「感情の音」を場所・方向・距離など3次元的に捉えることができるように訓練しており、タイミングをずらされようが透明になろうが対応可能なように工夫している。
北条 静護（ほうじょう せいご）
かつて「内部進化」に所属していた研究者。彩鈴の兄。「幽体連理」を用いた「理想の能力」実験の際に莫大な力に憑依されて暴走、多大な被害を出すも蜜蟻によって止められた。何とか一命は取り留めたものの、体には傷が残り、一部の器官と痛覚や味覚を喪失し、薄れた感情を演技で補っている。手先は器用だが思い通り身体を動かせなくなっているようで、頻繁に転倒と流血を繰り返す。
遠峰 叶理（とおみね かなり）
かつて「内部進化」に所属していた女性研究者。困っている人、子供、弱者の役に立てる「ヒーロー」になりたいという夢のために科学を学んだが、入れ込んでしまった少女が死ぬという現実に直面、心を折られながらも、大人の都合で子供の芽を摘む現実に憤る心を残していた。仕事に追われる社畜で、出来合いの弁当と果物をミキサーで混ぜ合わせた不味そうな液体を常飲していたため、同僚には心身の健康を心配されていた。
蠢動 俊三（しゅんどう としぞう）
「内部進化」の研究者。

## 用語

### 技術
幻想御手（レベルアッパー）
聴くだけで簡単にレベルを引き上げるという効果を持ち、学園都市内で密かに流通している音楽ファイル。一般には都市伝説扱いされ、形状も使用法も不明な道具とされている。
正体は、木山春生が開発した「樹形図の設計者」の代理演算装置。共感覚性を利用して使用者の五感から脳に干渉することで脳波を一定のパターンに統一させ、並列演算ネットワークを構築して疑似的な演算装置とする。ネットワークの一部となることで演算効率が向上するため、使用者は一時的に演算能力が上がり、能力のレベルも上がる。しかし、他人の脳波を無理に当てはめているので負担が大きく、使用者は一定期間後に昏睡状態に陥る。
多才能力（マルチスキル）
「幻想御手」の副産物である擬似的な「多重能力（デュアルスキル）」。統一された脳波の持ち主であるネットワークの中核人物が使用でき、ネットワークを1つの巨大な脳とすることで複数の能力を発現させ、それらを一度に併用することが可能となる。
幻想猛獣（AIMバースト）
「幻想御手」の暴走により出現した怪物。胎児のような姿をしており、「幻想御手」を使用した1万人のAIM拡散力場によって構成されている存在。ネットワークの中核人物と同様に「多才能力」を使用できる。

T：GD（タイプ：グレートデーン）

T：MQ（タイプ：モスキート）
蚊の形をしたロボットで、人間の体の制御を奪うナノデバイスを注入する。
T：MT（タイプ：マンティス）
巨大な蟷螂の形をしたロボット。目立つ分パワーは桁違い。
魔女の抱擁（ハッグズハグ）
三半規管を破壊し脳をシェイクすることが可能な、超高出力振動体。
重力子寄木板（グラビトンパネル）
建設工事の仮設足場用に開発された技術。浮遊する無数の小さな板が移動しながら足場となる。周囲から徐々に圧搾することで他者を拘束することも可能。
薬剤ジェル
風紀委員に支給されるチューブ型の塗り薬。塗るだけで消毒・止血・再生促進と、一石三鳥の優れもの。
インディアンポーカー
操歯涼子が開発した、夢を媒介とするカード状の「学習装置」。端的に表現すると「他人の夢を見られるカード」と言える。もとは「内部進化」で研究されていた。「夢を与える側」が装置をつけて寝ると見た夢のデータがカードにアロマ成分として書き込まれ、カードに貼ったフィルムをはがすと成分が揮発し、それを額に装着して寝ると同じ夢を見ることができる。
当初は友人同士でのやり取りが主流だったが、ランク分けしたカードを大量に取り扱うトレーダーによる売買が行われるようになる。有益な夢を安定供給できるカリスマは「天賦夢路（ドリームランカー）」と呼ばれ、さらにその中で有用さごとにランク分けがなされている。

人工筋肉
ドッペルゲンガーが使用する、ある種の粘菌と大型草食動物の筋組織を組み合わせたもの。空気と水と僅かな光さえあれば爆発的に自己増殖するが、育ちきると数時間で劣化し枯れてしまう。
AIMジャマー
AIM拡散力場を乱反射させ、能力に干渉させることで、能力の使用を妨害する装置。範囲内で能力を使った場合は、完全に抑え込めるわけではないが制御できなくなるらしく、自爆する危険性が高まる。
バードライム（鳥モチ）
第二少年院の外壁に用いられる修復機構。外壁が破壊された時には内部を通る管から、空気に触れるとすぐに固まる性質の充填剤が流れ出て穴を塞ぐ。
在院者教育用ロボット
第二少年院院長の橋国が考案したロボット。巨大な橋国の頭部が四足獣の胴体についた人面犬のような外見。
T：HW（タイプ：ハンティングワスプ）
暴徒鎮圧用メカ。ハチを模した小型のロボットで、尾の針から睡眠薬を撃ち込む。
T：GC（タイプ：ジャイアントセンチピード）
ムカデを模した大きなロボット。脱走者の体に巻きつき拘束する。
ギガピード（億足虫）
巨大なムカデの形をした暴徒鎮圧用のロボット。第二少年院の建物内に配備されている。
ワーアルマジロ（鎧鼠人）
直立二足歩行可能な大型ロボットで、一部のアルマジロのように球体になって移動できる。第二少年院では外壁防衛用に配備されており、外部侵入者に対処する。
ニンジャ吸盤グローブ
スイッチを入れて壁に押し付けると隙間を真空にして密着するグローブ。形は猫の手に似ている。
吸収材スーツ
婚后財閥が製作したスーツ。航空機材開発の際、電波暗室で数値に影響を与えずに作業を進めるための装備なので、各種センサーを誤魔化せる。
捕縛榴弾（カフスグレネード）
生体に反応して、チタン製ロープが全身に巻きつき拘束する道具。
六枚羽
学園都市の最新型ヘリ。
衛士ロボ（スプリガン）
「能力向上施設」に配備されていた無人ロボット。警備ロボより大きく、車輪のついた4脚で移動し、2本のアームから射出するケーブルで対象を拘束する。ただ、プログラム上、人を傷つけることはできない。
イグジットApp
恐怖を感じて逃げ出す事もなく、自宅で簡単に本当に死ねる「絶対自殺ツール」。元々は流行りのIoT系マッサージチェアの管理プログラムの制作ツールを利用して作られたもので、マッサージチェアに組み込み設定上限のリミッターを解除して無茶な動きをする人間折り畳み処刑マシンに変えると共に、強いアルコールを服用し血行を操作する事で最大効率で確実かつ急激に酩酊状態を作り出して意識を飛ばし痛みで飛び起きるのを回避する、という組み合わせによる原理で機能する。

### 計画
AIM拡散力場制御実験 / 暴走能力の法則解析用誘爆実験 / 能力体結晶投与実験
木原幻生が主催し、統括理事会の下で行われた実験。表向きは「AIM拡散力場制御実験」と称して「置き去り」の子供たちを被験者とし、彼らの詳細なデータを基に実験を円滑に進めるという趣旨で行われた。しかし、本当の目的は「体晶」を用いて意図的に能力を暴走させ、そのデータを得るという「暴走能力の法則解析用誘爆実験」であった。
絶対能力進化計画（レベル6シフトけいかく）

量産能力者計画（レディオノイズけいかく）

### 組織
才人工房（クローンドリー）
第二学区にある、食蜂の所属する研究機関。当初の目的は天才や偉人を人工的に生みだすことだったが、後に「心理掌握」で偉人を洗脳することが目的となった。
第二少年院
学園都市2つ目となる民営の少年院。セキュリティ事業を生業とする民間企業が運営しており、第一少年院を圧倒する最新鋭の監察・防衛システムを構築している。院長は橋国亮太。超能力者も仮想敵としており、院長は常盤台中学の総力を結集しても突破できないと豪語している。
有事に備えてあらゆるシミュレートを行なっており、不測の事態への備えとして脆弱性を洗い出すため、囚人役を発見・脱獄させられるかを競い、成功者に賞金10億円を贈呈するイベント「脱獄トライアル」を開催する。
能力向上施設
嬉美たち4人が勧誘された研究機関。だが、その実態は「暗闇の五月計画」の研究施設で、「脳の一部を切ったり肥大させたりして、能力にどんな影響が出るかを調査する実験」として、脳手術などを「置き去り」に行っていた機関である。実験によって能力が下降する場合があり、しかも後遺症で感情や感覚に欠落が生じるという非道なものだった。

### その他
Auribus oculi fideliores sunt
都市伝説サイト。サイト名はラテン語で「見ることは聞くことよりも信ずるに値する（百聞は一見にしかず）」という意味。遠く離れた水滴をレンズにできる念写能力者が管理している。
不在金属（シャドウメタル）
都市伝説の一つ。何重何百もの能力が衝突することで生まれる自然界には存在しない新しい金属だと言われている。

### 超電磁砲SSの用語

#### 学芸都市編SS（用語）
学芸都市（がくげいとし）
学芸都市編SSの舞台。アメリカ合衆国・カリフォルニア州洋上に位置する直径10キロメートルの巨大人工島。当初は20年以上昔に公開されたSF映画撮影用の特設施設だったが、その後改装され現在では島全体がアトラクションで埋め尽くされた世界最大級のテーマパークとなっている。また、映画大国アメリカが外貨獲得価値を恒久的なものとするための撮影技術の研究開発を行う側面も持ち、科学力では敵わない学園都市に対抗するために、最先端とは程遠い伝統工芸や古典芸術を世界各地から集めており、そこから新たな方向性の映画技術を模索する施設でもある。
広域社会見学（こういきしゃかいけんがく）
学園都市の学生が世界各地の都市へ遠征する社会科見学。9月3日から9月10日までの1週間行われる。参加者は学校を問わず無作為に選ばれ、20人ほどの学生や引率の教師などのグループが一つの都市へ向かう。宿泊先の指定や点呼など以外は基本的に全て自由行動であり、実際はほとんど修学旅行と変わらない。また、世界各地とはいっても、各国の中でもアメリカに派遣される学生が特に多い。

翼ある者の帰還

#### 能力実演旅行編SS（用語）
ショッピングセンター
能力実演旅行編SSの舞台。学園都市協力機関の一つで、ロシア東部の原野に位置する巨大実験都市。
ドーム球場650個超の敷地面積を誇る世界一広大なショッピングセンター。商業に関する人間の心理効果を研究する目的で作られた金融・経済の思考実験場であり、世界中から客を取り込む一つのテーマパークとしても機能する。ありとあらゆる店舗や商品の揃った場所である。
半公開型AR
「ショッピングセンター」で普及している拡張現実 (AR）技術。学園都市から大規模な技術支援を受けて実現し、試験運用として導入されている。
街中のあらゆる壁、床、道路、看板が巨大なタッチ式モニタとなっているようなもので、特定の端末を用いずに動作と肉眼で必要な情報を呼び出すことができる。
プロジェクト＝コードEIC
「ショッピングセンター」で極秘裏に進められている実験計画。およびそこで開発された情報システム。EICは「経済的情報制御（エコノミックインテリジェントコントロール）」の略称。

ニホンダルマ / マグロヒロイ
「新たなる光」が「ショッピングセンター」内で経営している店舗。実態は「新たなる光」がコードEICを調査するために用意した拠点である。
とても価値あるオレンジ
学園都市のネット上で流行しているローカルな都市伝説。概要は、「某国で奇妙なオレンジを購入した旅行者が帰国後不審に思い問い合わせると、果肉の中にベニオオアシグンタイアリの卵が100個以上産み付けられていた」という物で、最後に「大量の卵が孵化しオレンジが破裂する」というオチが付く。
ベニオオアシグンタイアリ
作中に実在する肉食性の軍隊蟻。体長2 - 3センチメートルの黒色の体に、その名の通り長く赤い足が特徴。オスメス共に兵隊アリになる珍しい種で、オスには透明な翅がある。いくつかの村落を全滅させたこともある獰猛な危険生物である。
生物爆弾
「とても価値あるオレンジ」になぞらえ、ベニオオアシグンタイアリの卵が果肉に産み付けられたオレンジを利用した生物テロ。街中にオレンジを設置し、誕生した蟻を無尽蔵に増殖させる事を目的とする。
死のネックレス / 輝くネックレス
「恋人から贈られた物体を透過する電磁波を放つ石がついたネックレスのために細胞を壊されて死亡する」という都市伝説。特典では「死のネックレス」表記だが、『外典書庫』収録時に「輝くネックレス」に変更されている。
作中では物体を透過して対象を即死させる「超高周電磁波ライフル」として、学園都市に侵入したテロリストが使用した。
ウランの置物 / キケンな置き物
ウランの結晶にまつわるネックレスの都市伝説がコードEICによって変質したもの。特典では「ウランの置き物」表記だが、『外典書庫』収録時に「キケンな置き物」に変更される。
概要は、「テロリストが『ショッピングセンター』の裏市場で密売買した核物質を核爆弾に加工する取引を行おうとしている」というものだが、細部が異なっている。学園都市ではテロの標的が学園都市として伝わり、「ショッピングセンター」ではテロリストが学園都市の人間で標的が「ショッピングセンター」として伝わっている。
ソーンツェ型水素爆弾
「ウランの置物」になぞらえた学園都市への核攻撃テロに用意された水素爆弾。

## 書誌情報

### 漫画
|    | タイトル                                        | 初版発行日                                             | 発売日         | ISBN              |
| -- | ----------------------------------------------- | ------------------------------------------------------ | -------------- | ----------------- |
| 1  | とある魔術の禁書目録外伝 とある科学の超電磁砲1  | 2007年11月25日                                         | 2007年11月10日 | 978-4-8402-4107-6 |
| 2  | とある魔術の禁書目録外伝 とある科学の超電磁砲2  | 2008年6月10日                                          | 2008年6月10日  | 978-4-04-867146-0 |
| 2  | とある魔術の禁書目録外伝 とある科学の超電磁砲2  | 978-4-04-867084-5 （特装版「禁書目録ポーカー」同梱版） | 2008年6月10日  |                   |
| 3  | とある魔術の禁書目録外伝 とある科学の超電磁砲3  | 2009年2月27日                                          | 2009年2月27日  | 978-4-04-867719-6 |
| 4  | とある魔術の禁書目録外伝 とある科学の超電磁砲4  | 2009年10月27日                                         | 2009年10月27日 | 978-4-04-868169-8 |
| 4  | とある魔術の禁書目録外伝 とある科学の超電磁砲4  | 978-4-04-867894-0 （特装版「根付ストラップ」同梱版）   | 2009年10月27日 |                   |
| 5  | とある魔術の禁書目録外伝 とある科学の超電磁砲5  | 2010年6月26日                                          | 2010年6月26日  | 978-4-04-868686-0 |
| 5  | とある魔術の禁書目録外伝 とある科学の超電磁砲5  | 978-4-04-868553-5 （特装版「偽典・超電磁砲」同梱版）   | 2010年6月26日  |                   |
| 6  | とある魔術の禁書目録外伝 とある科学の超電磁砲6  | 2011年2月26日                                          | 2011年2月26日  | 978-4-04-870350-5 |
| 7  | とある魔術の禁書目録外伝 とある科学の超電磁砲7  | 2011年12月17日                                         | 2011年12月17日 | 978-4-04-870976-7 |
| 8  | とある魔術の禁書目録外伝 とある科学の超電磁砲8  | 2012年10月27日                                         | 2012年10月27日 | 978-4-04-891101-6 |
| 9  | とある魔術の禁書目録外伝 とある科学の超電磁砲9  | 2013年8月27日                                          | 2013年8月27日  | 978-4-04-891844-2 |
| 10 | とある魔術の禁書目録外伝 とある科学の超電磁砲10 | 2014年7月26日                                          | 2014年7月26日  | 978-4-04-866698-5 |
| 11 | とある魔術の禁書目録外伝 とある科学の超電磁砲11 | 2015年10月27日                                         | 2015年10月27日 | 978-4-04-865431-9 |
| 12 | とある魔術の禁書目録外伝 とある科学の超電磁砲12 | 2016年11月26日                                         | 2016年11月26日 | 978-4-04-892365-1 |
| 13 | とある魔術の禁書目録外伝 とある科学の超電磁砲13 | 2017年11月27日                                         | 2017年11月27日 | 978-4-04-893425-1 |
| 14 | とある魔術の禁書目録外伝 とある科学の超電磁砲14 |                                                        | 2018年10月11日 | 978-4-04-912146-9 |
| 15 | とある魔術の禁書目録外伝 とある科学の超電磁砲15 | 2019年10月10日                                         | 2019年10月10日 | 978-4-04-912838-3 |
| 16 | とある魔術の禁書目録外伝 とある科学の超電磁砲16 | 2020年10月27日                                         | 2020年10月26日 | 978-4-04-913481-0 |
| 17 | とある魔術の禁書目録外伝 とある科学の超電磁砲17 |                                                        | 2022年2月26日  | 978-4-04-914255-6 |
| 18 | とある魔術の禁書目録外伝 とある科学の超電磁砲18 |                                                        | 2023年3月27日  | 978-4-04-914959-3 |
| 19 | とある魔術の禁書目録外伝 とある科学の超電磁砲19 |                                                        | 2024年3月27日  | 978-4-04-915665-2 |
| 20 | とある魔術の禁書目録外伝 とある科学の超電磁砲20 |                                                        | 2025年6月26日  | 978-4-04-916457-2 |

|   | タイトル                                     | 発売日         | ISBN              |
| - | -------------------------------------------- | -------------- | ----------------- |
| 1 | とある科学の超電磁砲外伝 アストラル・バディ1 | 2017年11月27日 | 978-4-04-893434-3 |
| 2 | とある科学の超電磁砲外伝 アストラル・バディ2 | 2018年9月27日  | 978-4-04-912050-9 |
| 3 | とある科学の超電磁砲外伝 アストラル・バディ3 | 2019年7月26日  | 978-4-04-912643-3 |
| 4 | とある科学の超電磁砲外伝 アストラル・バディ4 | 2020年10月26日 | 978-4-04-913390-5 |

### 小説
| タイトル                       | 初版発行日(発売日)   | ISBN              | 備考                                 |
| ------------------------------ | -------------------- | ----------------- | ------------------------------------ |
| とある魔術の禁書目録 外典書庫2 | 2020年8月7日（同日） | 978-4-04-913202-1 | 科学サイドの特典小説を収録した短編集 |

| タイトル                 | 初版発行日    | 発売日        | ISBN              |
| ------------------------ | ------------- | ------------- | ----------------- |
| とある科学の超電磁砲外伝 | 2022年6月10日 | 2022年6月10日 | 978-4-04-914455-0 |

### 偽典・超電磁砲
第5巻特装版に同梱された別冊付録。未収録コミックの再録に加え、多数のイラストレーター、漫画家、小説家らの寄稿によるイラストギャラリー、コミック、トリビュート小説が収録されている。
タイトル、寄稿者、初出は以下の通り。
イラスト
- 方密
- 鳴子ハナハル
- はぎやまさかげ
- Nottsuo
- おにぎりくん
- 木谷椎
- 倉嶋丈康

カラーコミック
とある愉快なおちびちゃん：えれっと
- 〜インデックス編〜（初出 月刊コミック電撃大王 2009年12月号）
- 〜御坂美琴編〜（初出 月刊コミック電撃大王 2010年1月号）
- 〜白井黒子編〜（初出 月刊コミック電撃大王 2010年2月号）
- 〜打ち止め編〜（書き下ろし）

再録コミック
- 番外編 とある暗部の下着論争：ふゆかわもとい
（初出 電撃文庫MAGAZINE 2008年11月号増刊 「とらドラ!VS禁書目録」）
- とある科学の超電磁砲：ふゆかわもとい
（初出 月刊コミック電撃大王 2008年8月号特別付録(1) 電撃4コマ大全）
- 「とある魔術の禁書目録」アニメDVD告知編：ふゆかわもとい
（初出 月刊コミック電撃大王 2009年2月号）
- TVアニメ開始告知編：ふゆかわもとい
（初出 月刊コミック電撃大王 2009年11月号）
- 「とある科学の超電磁砲」アニメDVD告知編：ふゆかわもとい
（初出 とある科学の超電磁砲〈レールガン〉 公式サイト）

コミック
- 4コマコミック5作：犬江しんすけ
  - とある寮監の最強伝説（レジェンド）
  - とあるアニメの広告宣伝（アピールタイム）
  - とある能力と異能の関係（ニックネーム）
  - とある機械と共感覚性（フレンドシップ）

- とある佐天の魔術指導（チンカラホイ）：みしまひろじ
- とある鍋会の美味食材（さてんさん）：小梅けいと

トリビュート小説
とある部室の映像中毒（ファナティック）
著：伏見つかさ イラスト：いけださくら 監修：PROJECT-RAILGUN
内容は本シリーズではなく、伏見の作品『俺の妹がこんなに可愛いわけがない』の番外編である。
とある自販機の存在証明（ファンファーレ）
著：成田良悟 イラスト：たくみなむち 監修：鎌池和馬
半公式的な内容の作品。木原姓のオリジナルキャラクターである木原那由他、削板軍覇と御坂美琴の対戦、「乱雑解放」編や「妹達」編の導入部を匂わす台詞、禁書目録本編を補完する設定など、シリーズの各所に繋がる要素満載の内容になっている。なお、この作品には原作とアニメオリジナルの両方の設定を使用している。ページ数の都合上、あとがきは成田の公式サイトに掲載されている。
後に発売された本編の新約4巻では登場人物から木原那由他についての言及もある。

## テレビアニメ
第1期はAT-Xほかにて2009年10月から2010年3月まで放送された。第2期は2013年4月から9月まで放送された。第3期は2020年1月から9月まで放送された。

## ゲーム

### コンシューマーゲーム
『とある科学の超電磁砲』
2011年12月8日に発売されたPSP用ソフト。ジャンルはアドベンチャーゲーム。

### モバイルゲーム
『とある科学の超電磁砲Sパズル』
2013年7月25日に配信開始された、iOSスマートフォン向けアプリケーション。ジャンルはパズルゲーム。
『とある科学の超電磁砲 通心物語（スペクトルストーリー）』
2020年3月27日に配信開始された、iOS・Androidスマートフォン向けアプリケーション。ジャンルは「学園科学ビデオコールADV」。

### 体感型ゲーム
『とある科学の超電磁砲T 謎解能力測定（リドルプログラム）』
2020年11月6日から2021年1月11日にかけて行われた、立川駅周辺エリアを開催地とした体感型ゲーム。

## パチンコ
- Pとある科学の超電磁砲（藤商事、2022年1月）[43][44][45]
- Pとある科学の超電磁砲 最強御坂Ver.（2023年3月）[46]

## パチスロ
- SLOTとある科学の超電磁砲（藤商事、2022年11月）[47]